# Cyril Soyer
Cyril Soyer (30 de octubre de 1978) es un deportista francés que compitió en judo. Ganó una medalla de plata en el Campeonato Europeo de Judo de 2001, en la categoría de –60 kg.

## Palmarés internacional
| Campeonato Europeo | Campeonato Europeo | Campeonato Europeo | Campeonato Europeo |
| Año                | Lugar              | Medalla            | Categoría          |
| ------------------ | ------------------ | ------------------ | ------------------ |
| 2001               | París (Francia)    | Medalla de plata   | –60 kg             |